# Robert (référendaire)
Pour les articles homonymes, voir Robert (prénom).
Robert,  parfois appelé Chrodobert ou Chrodebert (Chrodobertus dans les textes latins), est un noble franc qui eut de hautes responsabilités en Neustrie au VIIe siècle.
Il fut référendaire du roi Dagobert Ier vers 630, maire du palais des royaumes de Neustrie et de Bourgogne en 663, puis évêque de Tours vers 665. Il pourrait également avoir été évêque de Paris à une époque où il n'était pas rare de détenir plusieurs évêchés. Il est cité comme témoin d'un acte de Clovis II en Neustrie à Clichy-la-Garenne.

## Biographie
Il appartient probablement à la famille des Robertiens et serait ainsi avec son frère Erlebert, noble de Thérouanne, le plus ancien membre connu de cette lignée.
Il est le père de sainte Angadrême et l'oncle paternel du chancelier Robert, fils d'Erlebert, autre ancêtre des Robertiens. Selon d'autres sources, il serait le grand père du chancelier Robert.